# Джордж Бас
Джордж Бас (на английски: George Bass) е английски флотски лекар, изследовател на Австралия.

## Ранни години (1771 – 1797)
Роден е на 30 януари 1771 година в графство Линкълншир, Великобритания, в семейство на фермера Джордж Бас и съпругата му Сара Ни Нюман. Баща му умира през 1777, когато Бас е на 6-годишна възраст. През 1794 завършва медицинския колеж в Бостън (Линкълншир) и постъпва като корабен лекар във Кралския военноморския флот. През 1795 съдбата го изпраща в Австралия, където сменя скалпела с бусола и се заема с хидрографска дейност.

## Изследователска дейност (1797 – 1803)

### Изследване бреговете на Австралия (1797 -1798)
На 3 декември 1797, заедно с шест доброволци с голяма лодка, е изпратен от губернатора на колонията да изследва крайбрежието на Австралия на югозапад от нос Еверард.
В началото на януари 1798 достига до нос Югоизточен и продължава на юг, но на 40° ю.ш. силен насрещен вятър го принуждава да търси спасение по островите край брега, където открива двама от претърпелите корабокрушение избягали още през октомври каторжници. Качва ги на борда, заобикаля п-ов Уилсън Промонтори и установява, че брега завива на северозапад. Проследява още около 200 км от бреговата линия и достига до залива Уестърн Порт (145° 20` и.д.). Бас стига до извода, че остров Тасмания не е полуостров на Австралия, а остров. След като извършва подробно описание на бреговата линия, в края на февруари 1798 се завръща в Сидни.

### Доказване островното положение на Тасмания (1798 – 1799)
В Сидни Бас се среща с капитан Матю Флиндърс, който също изследва тези райони. След като обменят помежду си събраните от тях сведения достигат до извода, че все още не е напълно ясно дали Тасмания е остров или полуостров и този район се нуждае от допълнителни изследвания.
В края на 1798 двамата предприемат набелязаното плаване и окончателно доказват островното положение на Тасмания, открита 156 години по-рано от Абел Тасман и дотогава считан за полуостров, като протокът между Тасмания и континента впоследствие е кръстен на негово име – Басов проток.

### Плаване до Френска Полинезия (1800 – 1803)
През 1800 плава от Сидни за Таити и в най-югоизточната част на о-вите Тубуай открива необитаемите о-ви Маротири (Ил дьо Бас, 27°55′ ю. ш. 143°26′ з. д. / 27.916667° ю. ш. 143.433333° з. д.).
На 5 февруари 1803 Бас загива при корабокрушение, в поредното си плаване от Сидни за Таити и оттам за Чили.

## Памет
Неговото име носят:
- Басов проток между остров Тасмания и Австралия;
- о-ви Ил дьо Бас (Маротири) в о-вите Тубуай.